# ISO 3166-2:YT
ISO 3166-2:YT — стандарт Международной организации по стандартизации, который определяет геокоды. Является подмножеством стандарта ISO 3166-2, относящимся к Майотте.
Стандарт охватывает острова Майотты. Код состоит  из: кода Alpha2 по стандарту ISO 3166-1 для островов Майотты — YT.  Одновременно Майотте присвоен геокод второго уровня  — FR-YT как заморскому департаменту Франции. Геокод являются подмножеством кода домена верхнего уровня — YT, присвоенного Майотте в соответствии со стандартами ISO 3166-1.

## Геокоды административно-территориального деления Майотты
| Название | Alpha2 | Alpha3 | цифровой | Геокод по ISO 3166-2 | Статус                |
| -------- | ------ | ------ | -------- | -------------------- | --------------------- |
| Майотта  | YT     | MYT    | 175      | FR-YT                | заморский департамент |

## Геокоды пограничных Майотте государств
- Мозамбик — ISO 3166-2:MZ (на западе (морская граница),
- Мадагаскар — ISO 3166-2:MG (на юго-востоке (морская граница)).